# Jean-Baptiste Dorval
Pour les articles homonymes, voir Dorval (homonymie).
Jean-Baptiste Dorval (15 avril 1839 - 1er août 1905) est un peintre français de la région lyonnaise.

## Biographie
Ses œuvres pittoresques et régionales reflètent le paysage et les monuments locaux, et l'artiste les immortalisa par la technique de l'aquarelle.
Il a peint, entre autres, la cathédrale de Bourg-en-Bresse, la Basilique Notre-Dame de Fourvière de Lyon, et il créa plusieurs fresques représentant le village d'Ars-sur-Formans (Ain).
La plupart de ses œuvres ont été exposées au musée de Grenoble du 15 mars au 30 juin 1939 pour le centenaire de sa naissance.
Aujourd'hui, ses peintures appartiennent à différents collectionneurs privés, la plupart résidant aux États-Unis.